# Coeloturatia patanei
Coeloturatia patanei är en fjärilsart som beskrevs av Turati 1926. Coeloturatia patanei ingår i släktet Coeloturatia och familjen nattflyn. Inga underarter finns listade i Catalogue of Life.